# Daesun Jinrihoe
Daesun Jinrihoe (대순진리회), transliterado pela própria organização até 2017 como Daesoonjinrihoe, é um novo movimento religioso coreano, fundado em abril de 1969 por Park Han-gyeong, conhecido por seus seguidores como Park Wudang (박한경, 1917-96, ou 1917-95 de acordo com o calendário lunar usado pelo movimento). Diz-se que o pensamento do Daesoon é um sistema abrangente de verdade que representa o Grande Dao de "resolução de mágoas e reciprocidade de gratidão em beneficência mútua".

## História
O Daesoon Jinrihoe é o maior entre mais de cem diferentes movimentos religiosos coreanos que constituem o grupo de novas religiões conhecido como Jeungsanismo e originário das atividades de Kang Jeungsan (Gang Il-Sun, 1871-1909), que seus seguidores acreditam ser o encarnado Deus Supremo. Após a morte de Kang em 1909, cada um de seus principais discípulos, e alguns de seus parentes, passaram a estabelecer diferentes novas religiões, que por sua vez se fragmentaram e se fragmentaram em grupos rivais, dos quais hoje o mais ativo fora da Coreia é o Jeung San Do, que foi fundado em 1974. O grupo rival Jeung San Do é mais conhecido internacionalmente, mas menos seguido na Coreia, enquanto o Daesoon Jinrihoe concentrou suas atividades na Coreia.:83
O maior ramo não se originou de um discípulo direto de Kang. Jo Cheol-Je, conhecido por seus discípulos como Jo Jeongsan (1895-1958), nunca conheceu pessoalmente Kang, mas afirmou ter recebido uma revelação dele em 1917. Ele foi reconhecido como o sucessor que Kang havia anunciado em suas profecias pela irmã de Kang (Seondol,  ~1881-1942), mãe (Kwon, 1850-1926) e filha (Sun-Im, 1904-1959), embora a filha acabou fundando seu próprio ramo separado. Os seguidores de Jo Jeongsan afirmam que, em 1909, Kang viu um trem passando, que tinha o jovem Jo Jeongsan a bordo, e afirmou: "Um homem pode fazer qualquer coisa aos 15 anos se puder levar sua etiqueta de identificação com ele". Os discípulos de Jo Jeongsan mais tarde afirmaram que essas palavras equivaliam a um endosso de Kang de Jo Jeongsan como seu sucessor.
Jo reuniu um número considerável de seguidores e estabeleceu projetos de recuperação de terras nas ilhas Anmyeondo e Wonsando, com o objetivo de melhorar a situação de seus discípulos. Em 1925, ele incorporou legalmente sua ordem religiosa, Mugeukdo, em Jeongeup. A Coreia, no entanto, estava sob ocupação japonesa e, devido à hostilidade do Japão a novas religiões, Jo decidiu dissolver Mugeukdo em 1941. Após a Segunda Guerra Mundial, os japoneses deixaram a Coreia, e em 1948 Jo conseguiu reconstituir a ordem, mudando seu nome para Taegeukdo em 1950. A nova sede foi estabelecida em Busan, inicialmente no centro da cidade. Mais tarde, devido aos novos regulamentos de zoneamento introduzidos em Busan, a sede foi transferida para o subúrbio que passou a ser chamado de Vila de Taegeukdo, também conhecido como Vila Cultural de Gamcheon.
Jo morreu em 6 de março de 1958. Inicialmente, a maioria de seus seguidores aceitou que ele havia designado como seu sucessor Park Han-Gyeong, mais tarde conhecido como Park Wudang (1917-1996, ou 1917-95 de acordo com o calendário lunar usado pelo movimento), um professor que se juntou ao movimento após a Segunda Guerra Mundial, depois de ter sido forçado a se juntar ao exército japonês, e Taegeukdo continuou como um movimento unido sob Park por dez anos, entre 1958 e 1968. Em 1968, um movimento criticando Park foi liderado por um dos filhos de Jo Jeongsan, Jo Yongnae (1934-2004). Eventualmente, as duas facções se separaram. Os seguidores de Jo Yongnae mantiveram o nome Taegeukdo e a sede na Vila de Taegeukdo, enquanto Park incorporou em 1969 uma nova ordem religiosa sob o nome do Daesoon Jinrihoe, com sede no Templo Junggok em Junggok-dong em Seul. Além da facção de Taegeukdo liderada por Jo Yongnae e os seguidores de Park, que acabaram se tornando parte do Daesoon Jinrihoe, um terceiro grupo deve ser mencionado. Incluiu os membros de Taegeukdo que tentaram promover uma reconciliação entre as duas facções e pediram o retorno de Park à vila de Taegeukdo. Aqueles neste terceiro grupo formaram em agosto de 1969 uma associação chamada "Taegeukdo-jeongsin-hoe" (Associação do Espírito de Taegeukdo), que mudou seu nome para "Taegeuk Jinrihoe" em março de 1971. Em (ou por volta) de 1972, Taegeuk Jinrihoe foi dissolvido por seus membros, que decidiram se juntar a Daesoon Jinrihoe.
Sob a orientação de Park, Daesoon Jinrihoe se tornou um movimento de sucesso. De acordo com alguns relatos, tornou-se a maior nova religião na Coreia. Em 1986, um grande novo templo foi inaugurado em Yeoju, seguido em 1991 pela Universidade Daejin e mais tarde por outros templos. Em 1993, a sede do movimento foi transferida para o Templo Yeoju.

## Cismas
Park não havia nomeado um sucessor e morreu em 1996 (1995 de acordo com o calendário lunar). Muitos de seus seguidores acreditavam que alcançariam o estado de dotong, ou perfeita unificação com o Tao, durante a vida de Park. Eles se opuseram fortemente à ideia de nomear um sucessor de Park, e as controvérsias se seguiram. No entanto, a principal razão para as disputas, que também tiveram motivações anteriores à morte de Park Wudang, de modo que algumas divisões já haviam se manifestado durante seus últimos anos, foi uma controvérsia sobre a divinização de Park Wudang (ou seja, se ele deveria agora ser adorado como um deus ou identificado com o Buda Maitreya), juntamente com Kang Jeungsan e Jo Jeongsan, que por sua vez foram divinizados. Os favoráveis à divinização foram liderados por Yi Yu-jong (1936-2010), presidente do Complexo do Templo da Sede de Yeoju, que também foi acusado de irregularidades administrativas por seus oponentes. Em 16 de julho de 1999, vários líderes da facção contrária a Yi (as estimativas variam de 150 a 1.500 ou 2.000) se reuniram na sede em Yeoju e pediram a Yi que renunciasse. Um confronto irrompeu e a polícia foi chamada, que finalmente escoltou Yi para fora do templo. A polícia teve que intervir novamente em janeiro de 2000, quando a facção de Yi tentou, sem sucesso, retomar a sede de Yeoju.:82 Os seguidores de Yi conseguiram, no entanto, assumir o controle do Templo Junggok do Daesoon Jinrihoe em Seul, onde Yi se proclamou o sucessor de Park, enquanto o grupo majoritário insistiu que Park não nomeou nenhum sucessor e organizou uma direção colegial do movimento.
Eventualmente, o grupo de Yi experimentou mais cismas, e Daesoon Jinrihoe se dividiu em pelo menos cinco facções: uma, incluindo a grande maioria dos seguidores de Park, se opôs à sua deificação e permaneceu sediada em Yeoju, enquanto os quatro principais grupos que eram a favor de considerar Park um deus ou o Buda Maitreya estavam sediados respectivamente no Templo Junggok em Seul, em Pocheon, Pohang e Goesan. O último ramo é agora conhecido como Daejin Sungjuhoe. Em 2013, um conselho foi realizado em Yeoju para "normalizar" a gestão da ordem, com a presença da sede de Yeoju, do Templo Junggok de Seul e das filiais de Pocheon. Eles não chegaram a um acordo sobre seus problemas doutrinários, mas concordaram com uma gestão conjunta da Daejin University e do Jesaeng Hospital, um dos principais componentes do sistema de saúde do Daesoon Jinrihoe.
Esses problemas internos não pareciam impedir a expansão do movimento. Em 1997, uma estátua gigante do Buda Maitreya foi consagrada no Templo de Treinamento Geumgangsan Toseong, que foi concluído em 1996 na área da Montanha Geumgang, onde Park Wudang também foi enterrado. Os sistemas educacional e de saúde também se expandiram.

## Crenças
A doutrina do Daesoon Jinrihoe é baseada em uma história sagrada. Enquanto o mundo estava em uma situação miserável, o padre missionário católico Matteo Ricci tentou a solução dos problemas através da difusão do cristianismo e da construção de um paraíso terrestre na China. Por causa da situação corrompida do confucionismo, Ricci falhou, mas sua missão abriu uma porta através da qual os Espíritos Divinos do Oriente poderiam viajar para o Ocidente. Isso foi em grande parte responsável pelo progresso científico e cultural do Ocidente. Eventualmente, porém, tanto o Oriente como o Ocidente sucumbiram ao materialismo, à ganância e às guerras.
Como consequência, todos os espíritos divinos pediram a Sangje, o Deus Supremo, que interviesse diretamente. Sangje empreendeu uma "Grande Itinerância", onde reorganizou os três reinos do Céu, da Terra e dos Seres Humanos. Ele desceu para o Ocidente, de onde se mudou para o Oriente e veio para a Coreia, onde permaneceu por trinta anos na estátua gigante do Buda Maitreya no Salão Maitreya do Templo Geumsansa. Durante este tempo, ele revelou seus ensinamentos divinos e planos para uma ordem celestial para Choe Je-u, o fundador do Donghak. A missão de Choe, assim como a de Ricci séculos antes, falhou por causa da resistência do sistema confucionista. Sangje então retirou seu mandato celestial de Choe (que foi executado em 1864) e em 1871 encarnou como Kang Jeungsan.
Os seguidores do Daesoon Jinrihoe acreditam assim que Kang Jeungsan (Gang Il-Sun) era Sangje, ou o Deus Supremo, em forma humana. Sangje desceu à terra e assumiu a forma humana no final do século XIX para renovar os seres humanos e construir um Paraíso Terrestre através de seu Chenji-gongsa (Obras de Reordenação do Universo). Para atingir esse objetivo, também era necessária uma organização religiosa, e o Daesoon Jinrihoe acredita que foi criado através da sucessão na ortodoxia religiosa primeiro por Jo Jeongsan e depois por Park Wudang.
O Daesoon Jinrihoe articula sua doutrina em quatro princípios, que são "concordância virtuosa de yin e yang", "união harmoniosa entre seres divinos e seres humanos", "resolução de queixas para beneficência mútua" e "unificação perfeita com Dao". Acredita-se que esses quatro princípios contêm dentro de si todos os ensinamentos do Sangje. Alguns estudiosos acreditam que o terceiro princípio, "resolução demágoass para beneficência mútua"  Haewon sangsaeng, 解冤相生) é o ensinamento mais distintivo do Daesoon Jinrihoe.É ensinado que, enquanto Kang Jeungsan abriu o caminho para resolver o problema dasmágoass, os humanos devem fazer sua parte "cultivando" a si mesmos, propagando a verdade e evitando a criação de novas mágoas. O itinerário de "cultivo" é retratado nos templos do Daesoon Jinrihoe através do Simudo, ou seja, pinturas de "busca de boi", onde a jornada espiritual é descrita através da metáfora da busca de um boi branco
Os ensinamentos do Daesoon Jinrihoe são, em certas partes, semelhantes ao confucionismo, incluindo uma ênfase na sinceridade, reverência e confiança, mas o Daesoon Jinrihoe diverge do patriarcado e da hierarquia social que caracterizam o confucionismo. Daesoon Jinrihoe baseia-se na terminologia e nas ideias encontradas em todas as tradições religiosas da Coreia. O estudioso americano Don Baker a chamou de "religião coreana por excelência", argumentando que Daesoon Jinrihoe é "mais do que a soma de suas partes": não budista, não confucionista, não taoísta, não inspirado pelo cheondoísmo e não xamanístico, mas todos esses juntos e muito mais. Como mencionado anteriormente, os ramos da religião que divinizam Park Wudang acreditam em uma Trindade (semelhante às crenças de outra religião coreana, Taejonggyo),:120 neste caso, composto por Kang Jeungsan, Jo Jeongsan e Park Wudang.:82–83
Os seguidores acreditam que haverá uma "Grande Transformação", após a qual os humanos viverão em um universo sem pobreza, doença ou guerra, e com seres divinos e seres humanos existindo em um estado de unificação.:121 Eles têm um mantra, chamado T'aeulju, que eles acreditam que acelera a unificação com Dao.:131 Previsões sobre uma data específica para o gaebyuck (개벽, literalmente "amanhecer de uma nova era"), ou entrada no paraíso terrestre, foram proibidas pelo movimento. No entanto, alguns seguidores ainda se engajaram nessas previsões nas décadas de 1980 e 1990, inclusive em 1984 e, segundo Jorgensen, em conexão com os Jogos Olímpicos de Verão de 1988 em Seul.:79

## Atividades
O Daesoon Jinrihoe acredita que o princípio de Haewon sangsaeng deve ser realizado na prática por meio de três atividades sociais principais: ajuda de caridade, assistência social e educação. O movimento é conhecido na Coreia por seus centros de atendimento médico e bem-estar para idosos, incluindo o Hospital Jesaeng, e pelas instalações educacionais, incluindo a Universidade Daejin, fundada em 1991, e seis escolas de ensino médio. Além das atividades espirituais, o movimento também faz campanhas sobre questões como meio ambiente, igualdade de gênero, reunificação da Coreia e conquista da paz mundial.
Todos os meses, os membros da Daesoon Jinrihoe fazem uma contribuição monetária, que é toda enviada à sede. O movimento relata que mais de 70% do dinheiro arrecadado vai para as três principais atividades: assistência e caridade, assistência social e educação, e que um total de mais de 660 bilhões de won (cerca de 560 milhões de dólares) foi alocado para esses campos nos 39 anos entre 1975 e 2013. O movimento também afirma que o Daesoon Jinrihoe "é uma religião prática que ativamente coloca suas doutrinas em ação, e suas atividades são mais influentes e contributivas do que quaisquer outras religiões na Coreia, do ponto de vista de sua escala".

## Filiação
A religião tem seguidores entre uma grande variedade de classes. Reivindica uma adesão de seis milhões, embora uma pesquisa de 1995 pelo The Chosun Ilbo descobriu que tinha 67.632 seguidores (sexto atrás do Budismo Wŏn com 84.918 seguidores). Um censo de 2005 revelou que menos de 35.000 coreanos afirmaram acreditar nas religiões derivadas de Kang Jeungsan, das quais Daesoon Jinrihoe é uma.:86–87 A pesquisa e o censo podem ter subestimado o número de seguidores, devido à falta de uma categoria específica para Daesoon Jinrihoe e outras novas religiões, e porque os seguidores optaram por não se rotular com uma afiliação religiosa.:77
Em meados da década de 1990, o Daesun Jinrihoe já tinha mais de 1.500 centros, e a sede em Yeoju podia abrigar 10.000 pessoas.:77 Em 2017, os centros haviam se tornado mais de 2.000. O crescimento da religião tem sido atribuído ao culto de seus ancestrais, ênfase no auto-cultivo, messianismo e esclarecimento, foco no presente e sistema estável de sua organização.:78 De acordo com Don Baker, "a doutrina do Daesoon também ganha poder persuasivo de seu foco nas preocupações éticas que estiveram no centro da religiosidade coreana por milênios".

## Criticismo
As críticas a Daesoon Jinrihoe vêm principalmente de religiões rivais na linhagem de Kang Jeungsan e da mídia coreana hostil às novas religiões locais em geral. Os membros da Daesoon Jinrihoe tinham o hábito de recrutar em grandes livrarias ou no submundo de Seul; esses membros perguntavam aos transeuntes se eles estavam interessados no pensamento oriental e os convidavam a aprender mais, sem mencionar Daesoon Jinrihoe.:84 Em meados da década de 1990, o principal ramo de Yeoju da Daesoon Jinrihoe enfrentou esses problemas e proibiu completamente as atividades missionárias em locais públicos. No entanto, essas práticas ainda são realizadas por alguns outros ramos. Jorgensen também relatou que rumores de extorsão e violência contra opositores eram comuns na década de 1990; dizia-se que o clero trabalhava sem remuneração nos projetos da religião e ficava restrito a 4-5 horas de sono por dia durante algumas das práticas de "cultivo" do movimento.:83–84